# Felis attica
Felis attica (danh pháp hai phần: Felis attica là một loài mèo thuộc Chi Mèo (Felis) trong họ Mèo. Loài này được mô tả bởi Wagner vào năm 1857. Loài này đã tuyệt chủng.